# Dolní Heřmanice
Dolní Heřmanice är en ort i Tjeckien.   Den ligger i regionen Vysočina, i den centrala delen av landet, 150 km sydost om huvudstaden Prag. Dolní Heřmanice ligger 481 meter över havet och antalet invånare är 460.
Terrängen runt Dolní Heřmanice är platt, och sluttar söderut.Runt Dolní Heřmanice är det ganska tätbefolkat, med 134 invånare per kvadratkilometer. Närmaste större samhälle är Třebíč, 16,3 km sydväst om Dolní Heřmanice. Trakten runt Dolní Heřmanice består till största delen av jordbruksmark.